# Elsa Hansson-Winnberg
Elsa Maria Hansson-Winnberg, senare Storm, född 29 juni 1913 i Malmö Karoli församling, Malmö, död 19 maj 1987 i Göteborgs Annedals församling, Göteborg
,, var en svensk tecknare och målare. 
Hon var dotter till läroverksadjunkten Frans Hansson och Nanna Thorlund samt gift 1936-1948(skild) med konstnären Åke Winnberg samt 1955-1973(hans död) med Arent Eduard Dirk Storm, född 1911 i Nederländerna.
Hon studerade konst vid Slöjdföreningens skola och Valands målarskola 1930-1933 samt självstudier under resor till bland annat Frankrike och  Nederländerna.
Separat ställde hon ut på bland annat God konst i Göteborg och Färg och Form i Stockholm. Tillsammans med Ingeborg Hall-Setterberg ställde hon ut i Vänersborg och Uddevalla. Hon medverkade i utställningen Fem målarinnor som visades på Göteborgs konsthall, Nordiska konstnärinnors utställning på Liljevalchs konsthall samt utställningar med Sveriges allmänna konstförening och flera samlingsutställningar på Göteborgs konsthall samt varit representerad i flera vandringsutställningar med Göteborgskonst. Hennes konst består av stilleben, landskap och barnporträtt.
Hansson-Winnberg har utformat en korvägg med en blå glasmosaik i Toleredskyrkan i Göteborg.